# Take on Me
Take on Me, skriven av Magne Furuholmen, Morten Harket och Pål Waaktaar-Savoy, är en singel av den norska popgruppen A-ha. 
Det distinkta syntriffet i låten skrevs av Magne Furuholmen när han var 15 år gammal och användes för första gången på låten Miss Eerie (The Juicyfruit Song) av  Bridges. Bridges var bandet som Furuholmen och Pål Waaktaar-Savoy var medlemmar i före A-ha. 
När A-ha hade bildats 1982 plockades syntriffet och melodin från den gamla Bridgeslåten upp igen. Under en första period hade låten arbetsnamnet "Kykeliky" ("Kuckeliku" på norska) och inkluderade att Morten Harket imiterade en galande tupp i refrängens klimax. En del av tupplätet finns kvar ca 40 sekunder in i den första bevarade demoversionen från 1982, då låten hade bytt namn till Lesson one.
Efter demon från 1982 gjorde bandet om refrängen helt. Furuholmen och Waaktaar-Savoy hade vid den tidpunkten insett Morten Harkets spännvidd i rösten och skapade en ny refräng som klättrar nästan hela tre oktaver. Under det nya namnet Take on Me spelades den första versionen in i studio 1984 tillsammans med producenten Tony Mansfield. Låten remixades av John Ratcliff. En musikvideo spelades även till låten. Första versionen av Take on Me gjorde bra ifrån sig i bandets hemland Norge men både singeln och videon floppade i övrigt. Skivbolaget provade att släppa singeln igen några månader senare, men succén uteblev ännu en gång.
Inför debutskivan Hunting High and Low fick bandet möjlighet att göra en ny inspelning av Take on Me tillsammans med producenten Alan Tarney. Skivbolaget gillade den nya versionen och beslöt sig för att släppa även den versionen som singel i ett sista försök. Bandet fick också chansen att spela in en ny musikvideo tillsammans med en ny regissör. Steve Barron regisserade den nya musikvideon som inkluderade rotoskopi och var delvis tecknad. Efter att bandet hade filmat en livefilm under två dagar i en studio i London ägnade två animerare nästan sex månader åt att rita drygt 3000 bilder för hand för att delvis täcka över den liveinspelade filmen. Medverkar i den nya videon gör förutom bandet bland annat även skådespelaren Philip Jackson (som mannen med skiftnyckeln) och dansaren Bunty Bailey (som flickan på caféet). Sedan videon rustades upp till 4K år 2010 har den över en miljard visningar på YouTube, vilket gör den till en av YouTubes mest sedda musikvideor.
Den nya versionen av Take on Me blev etta i USA den 19 oktober 1985 och nådde den brittiska singellistans andraplats i november samma år. Låten blev sammanlagt etta i 27 länder, bland annat i dåvarande Västtyskland, Nederländerna, Sverige, Österrike, Grekland, Japan, Schweiz, Belgien, Australien, Polen, Italien och Norge. 
A-ha har fortsatt leverera hits under sin snart 40-åriga karriär men blir fortfarande främst förknippade med debutsingeln, något som de idag säger att de accepterar, även om de hade svårt med det under sin tidiga karriär. Andra A-ha-hits värda att nämnas är till exempel Hunting High and Low, The Sun Always Shines on TV, Summer Moved On, Manhattan Skyline, Foot of the Mountain, Cry Wolf, I've Been Losing You, Crying in the Rain, Stay on These Roads, Forever Not Yours, Under the Make-up, The Living Daylights och Analogue.

## Coverversioner
- The Blanks gjorde en a cappella-cover av låten som släpptes under 2013.[6][7]
- Pojkbandet A1 nådde nummer ett i Storbritannien med en version år 2000.
- Cap'n Jazz på sin samling Analphabetapolothology.
- Captain Jack
- Grindcorebandet Japanische Kampfhörspiele.
- J-Popsångaren Utada Hikaru framförde "Take on Me" i Bohemian Summer 2000.
- Letters Lost spelade in den på albumet "You Are My Biggest Fan"
- Madonna, framförde en latinsk cover i Saturday Night Live, i en sketch då hon ledde en show 1985.
- Punkbandet MxPx på On the Cover.
- Skabandet Reel Big Fish gjorde en version som användes i soundtrack till BASEketball (1998) samt i videospelet Samba de Amigo till SEGA. På BASEketball på DVD finns Reel Big Fishs musikvideo.
- Det spanska folk/metalbandet Mägo de Oz spelade in "Take on Me" som b-sida till sin single "Diabulus in Musica" 2006.
- Det italienska powermetalbandet Vision Divine spelade in "Take on Me" på sitt album Send Me an Angel 2002.
- "Strangers With Candy" framförde en cover i en MTV-show vid namn Cover Bands.
- Punkrockcoverbandet Me First and the Gimme Gimmes spelade in "Take on Me".
- Tyska numetalbandet Emil Bulls, både som singel och på albumet Angel Delivery Service.
- Sångaren Kanye West har sjungit "Take on Me" på sina liveframträdanden.
- Jonas Brothers har framfört "Take on me" på sina konserter.

## Listplaceringar
| Lista (1984-1986) | Topplacering |
| ----------------- | ------------ |
| Australien        | 1            |
| Belgien           | 1            |
| Danmark           | 2            |
| Finland           | 4            |
| Frankrike         | 3            |
| Grekland          | 1            |
| Italien           | 1            |
| Irland            | 2            |
| Kanada            | 2            |
| Nederländerna     | 1            |
| Norge             | 1            |
| Nya Zeeland       | 7            |
| Schweiz           | 1            |
| Storbritannien    | 2            |
| Sverige           | 1            |
| Tyskland          | 1            |
| USA               | 1            |
| Österrike         | 1            |